# Lovaglás a 2000. évi nyári olimpiai játékokon
A 2000. évi nyári olimpiai játékokon a lovaglásban hat versenyszámot rendeztek.

## Éremtáblázat
(A rendező ország csapata és a magyar érmesek eltérő háttérszínnel, az egyes számoszlopok legmagasabb értéke, vagy értékei vastagítással kiemelve.)
| A 2000. évi nyári olimpiai játékok éremtáblázata lovaglásban | A 2000. évi nyári olimpiai játékok éremtáblázata lovaglásban | A 2000. évi nyári olimpiai játékok éremtáblázata lovaglásban | A 2000. évi nyári olimpiai játékok éremtáblázata lovaglásban | A 2000. évi nyári olimpiai játékok éremtáblázata lovaglásban | Olimpia  |
| ------------------------------------------------------------ | ------------------------------------------------------------ | ------------------------------------------------------------ | ------------------------------------------------------------ | ------------------------------------------------------------ | -------- |
|                                                              | Ország                                                       | Arany                                                        | Ezüst                                                        | Bronz                                                        | Összesen |
| 1.                                                           | Hollandia (NED)                                              | 2                                                            | 2                                                            | 0                                                            | 4        |
| 2.                                                           | Németország (GER)                                            | 2                                                            | 1                                                            | 1                                                            | 4        |
| 3.                                                           | Ausztrália (AUS)                                             | 1                                                            | 1                                                            | 0                                                            | 2        |
| 4.                                                           | Egyesült Államok (USA)                                       | 1                                                            | 0                                                            | 2                                                            | 3        |
|                                                              |                                                              |                                                              |                                                              |                                                              |          |
| 5.                                                           | Nagy-Britannia (GBR)                                         | 0                                                            | 1                                                            | 0                                                            | 1        |
| 5.                                                           | Svájc (SUI)                                                  | 0                                                            | 1                                                            | 0                                                            | 1        |
|                                                              |                                                              |                                                              |                                                              |                                                              |          |
| 7.                                                           | Brazília (BRA)                                               | 0                                                            | 0                                                            | 1                                                            | 1        |
| 7.                                                           | Szaúd-Arábia (KSA)                                           | 0                                                            | 0                                                            | 1                                                            | 1        |
| 7.                                                           | Új-Zéland (NZL)                                              | 0                                                            | 0                                                            | 1                                                            | 1        |
|                                                              |                                                              |                                                              |                                                              |                                                              |          |
| Összesen                                                     | Összesen                                                     | 6                                                            | 6                                                            | 6                                                            | 18       |

## Érmesek
| A 2000. évi nyári olimpiai játékok érmesei lovaglásban | | | |
| Versenyszám                                            | Arany | Ezüst | Bronz |
| Díjlovaglás egyéni                                     | Anky van Grunsven Bonfire · Hollandia (NED) · 239.18                                                                                          | Isabell Werth Gigolo · Németország (GER) · 234.19                                                                                  | Ulla Salzgeber Rusty · Németország (GER) · 230.57                                                                                                |
| Díjlovaglás csapat                                     | Németország (GER) · Isabell Werth Gigolo · Nadine Capellmann Farbenfroh · Ulla Salzgeber Rusty · Alexandra Simons de Ridder Chacomo · 5632.00 | Hollandia (NED) · Ellen Bontje Silvano · Anky van Grunsven Bonfire · Arjen Teeuwissen Goliath · Coby van Baalen Ferro · 5579.00    | Egyesült Államok (USA) · Susan Blinks Flim Flam · Robert Dover Ranier · Guenter Seidel Foltaire · Christine Traurig Etienne · 5160.00            |
| Díjugratás egyéni                                      | Jeroen Dubbeldam De Sjiem · Hollandia (NED) · 4.00                                                                                            | Albert Voorn Lando · Hollandia (NED) · 4.00                                                                                        | Háled el-Íd Khashm Al Aan · Szaúd-Arábia (KSA) · 4.00                                                                                            |
| Díjugratás csapat                                      | Németország (GER) · Ludger Beerbaum Goldfever 3 · Lars Nieberg Esprit FRH · Marcus Ehning For Pleasure · Otto Becker Dobels Cento · 15.00     | Svájc (SUI) · Markus Fuchs Tinka's Boy · Beat Mändli Pozitano · Lesley McNaught Dulf · Willi Melliger Calvaro V · 16.00            | Brazília (BRA) · Rodrigo Pessoa Baloubet du Rouet · Luiz Felipe De Azevedo Ralp · Álvaro de Miranda Neto Aspen · André Johannpeter Calei · 24.00 |
| Lovastusa egyéni                                       | David O'Connor Custom Made · Egyesült Államok (USA) · 34                                                                                      | Andrew Hoy Swizzle In · Ausztrália (AUS) · 39.80                                                                                   | Mark Todd Eyespy II · Új-Zéland (NZL) · 42 |
| Lovastusa csapat                                       | Ausztrália (AUS) · Phillip Dutton House Doctor · Andrew Hoy Darien Powers · Stuart Tinney Jeepster · Matt Ryan Kibah Sandstone · 146.80       | Nagy-Britannia (GBR) · Ian Stark Jaybee · Jeanette Brakewell Over To You · Pippa Funnell Supreme Rock · Leslie Law Shear H2O · 161 | Egyesült Államok (USA) · Nina Fout 3 Magic Beans · Karen O'Connor Prince Panache · David O'Connor Giltedge · Linden Wiesman Anderoo · 175.80     |